# George Augustus Selwyn

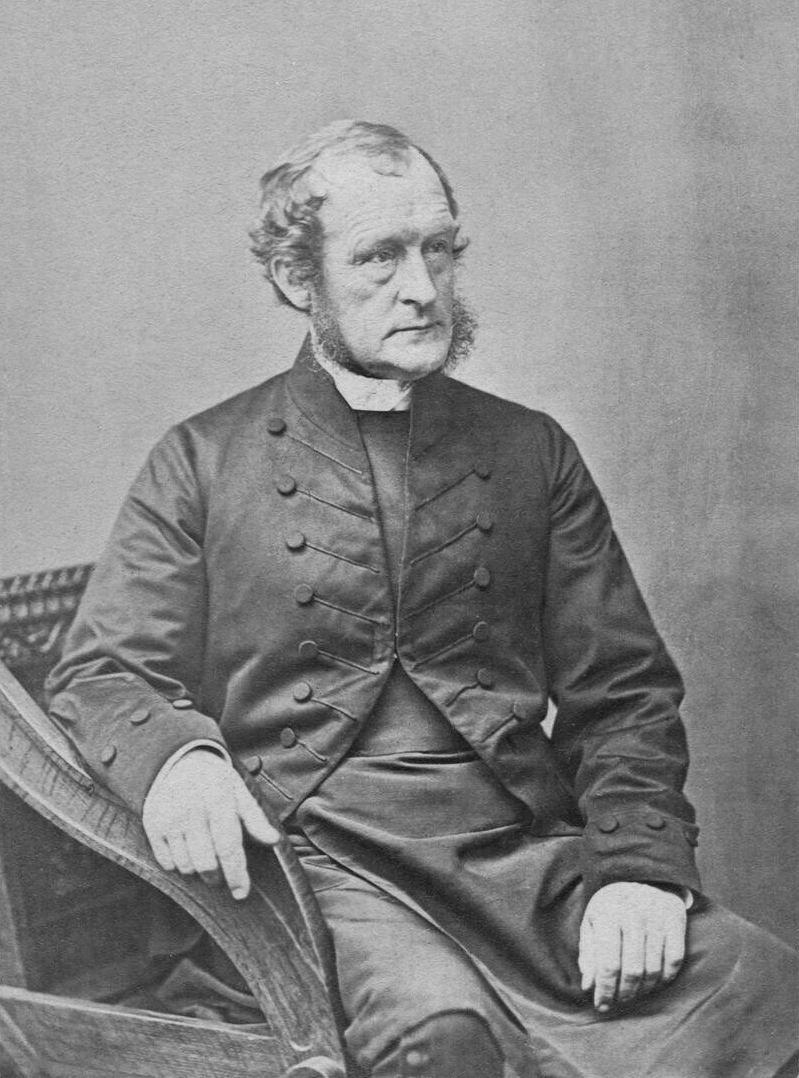
Foto von Mason & Co

George Augustus Selwyn (* 5. April 1809 in Hampstead in London; † 11. April 1878 in Lichfield) war ein Bischof und Heiliger der anglikanischen Kirche. Sein Festtag ist der 11. April. Er war von 1841 bis 1869 der erste anglikanische Bischof von Neuseeland, dessen Diözese sich auch auf Melanesien erstreckte. Nach deren Aufteilung in mehrere Bistümer war Selwyn von 1858 bis 1868 Primas von Neuseeland. Nach seiner Rückkehr nach England war er von 1868 bis 1878 Bischof von Lichfield.

## Frühe Jahre
George Selwyn war der zweite Sohn des Anwalts und Verfassers juristischer Werke William Selwyn (1775–1855) und seiner Frau Laetitia Frances Kynaston. Im Alter von 7 Jahren trat er in die vorbereitende Schule des Dr. Nicholas in Ealing ein. Unter seinen Schulkameraden waren der spätere Kardinal Newman und sein Bruder Francis. Er trat in das Eton College ein, wo er sich als Student und Ruderer hervortat. Dort machte er die Bekanntschaft von William Ewart Gladstone. 1827 wurde er Student des St John’s College. Er war zweitbester Student des Classical honours tripos von 1831 und graduierte mit dem BA, 1834 als Master of Arts und 1842 als D.D. per lit. reg. Er war von 1833 bis 1840 Fellow von St John’s und während seines Studiums Mitglied der Mannschaft des Cambridge University Boat Club, die 1829 am ersten Oxford and Cambridge Boat Race in Henley-on-Thames teilnahm, jedoch gegen Oxford verlor.
Nach seinem Studium arbeitete Selwyn in Eton, wurde einer der stellvertretenden Schulleiter und Privatlehrer der Söhne von Lord Powis.

## Entscheidung für die Kirche
Selwyn entschied sich bewusst für ein Leben im Dienst der anglikanischen Kirche. 1833 wurde er an Trinitatis zum Diakon ordiniert und genau ein Jahr später 1834 in St. George’s am Hanover Square zum Priester geweiht. Er arbeitete 1833 bis 1841 als Hilfsgeistlicher des Reverend Isaac Gossett, Vikar von Windsor. Sowohl in Eton als auch in Windsor zeigte Selwyn ein ausgeprägtes Organisationstalent.

## Bischof in Neuseeland

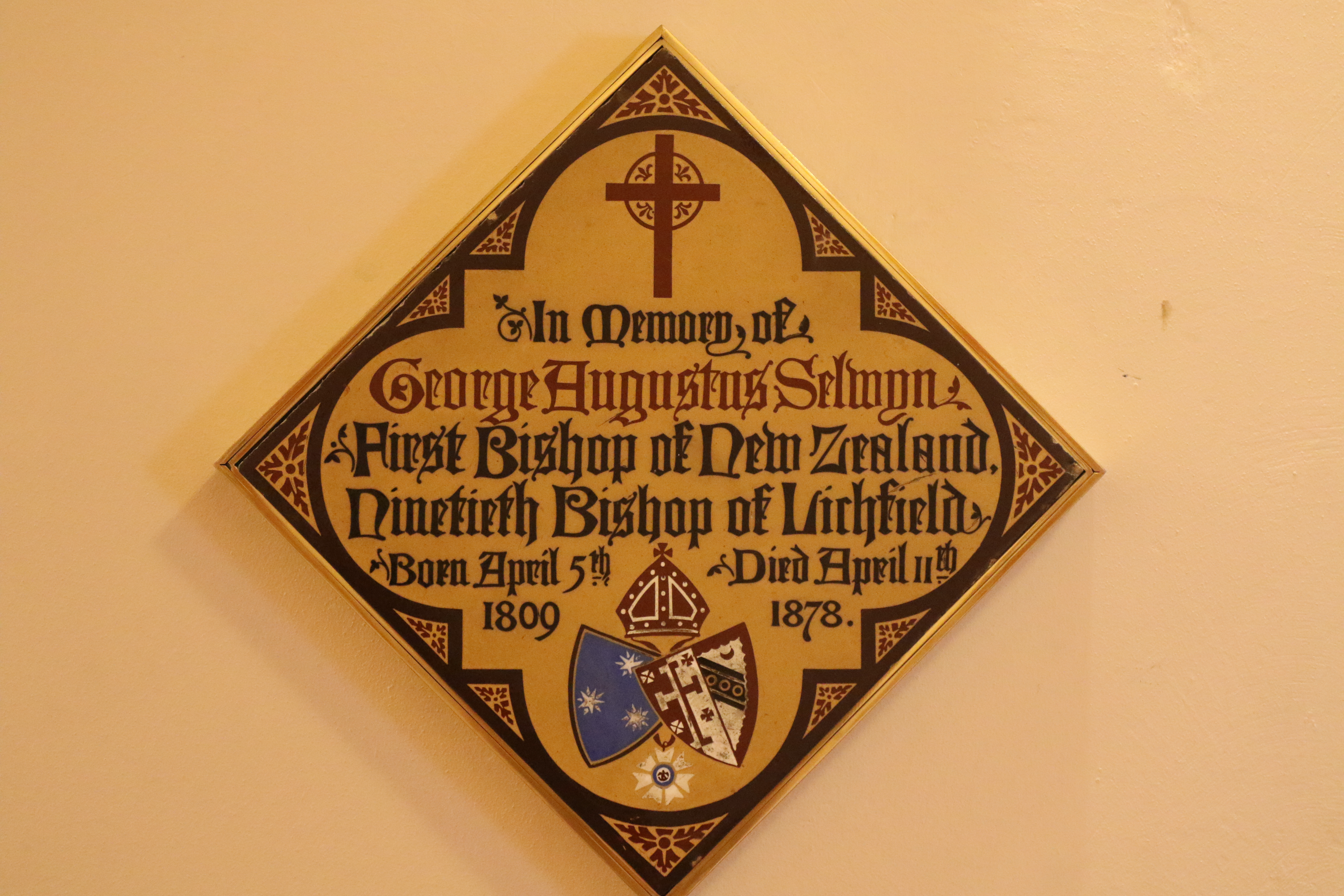
Denkmal in der Wellington Cathedral of St Paul

1841 beschloss eine Bischofskonferenz in Lambeth die Ernennung eines Bischofs für Neuseeland. Der Erzbischof von Canterbury, William Howley, suchte einen geeigneten Kandidaten. Charles James Blomfield, der damalige Bischof von London, bot den Posten anfangs George Selwyns älterem Bruder William an. Darauf bewarb sich George um den Posten und erhielt ihn eine Woche später.
Selwyn wurde am 17. Oktober 1841 in Lambeth zum Bischof geweiht.
Selwyn schiffte sich am 26. Dezember 1841 auf der Bark Tomatin von Plymouth aus nach Neuseeland ein. Er ernannte William Charles Cotton zu seinem Kaplan. Die 23-köpfige Mission hatte neben ihrem Gepäck Haustiere und vier Bienenstöcke dabei. Auf der Reise lernte Selwyn von einem jungen Māori, der in seine Heimat zurückkehrte, dessen Sprache, so dass er nach seiner Ankunft sofort zu den Einheimischen predigen konnte. Er lernte auch Seemannschaft, die es ihm erlaubte, später ein eigenes Schiff durch die gefährlichen Gewässer des Pazifiks zu steuern.
Im April 1842 erreichte die Tomatin das australische Sydney und lief bei der Landung auf einen Felsen auf. Der Großteil der Missionsgesellschaft wartet auf die Reparatur, einige andere, darunter Selwyn and Cotton, fuhren auf der Brigg Bristolian am 19. Mai nach Neuseeland. Sie erreichten am 30. Mai Auckland.
Nachdem sie wenige Tage als Gäste des Gouverneurs William Hobson verbracht hatten, nahmen Selwyn und Cotton am 6. Juni den Schoner Wave und besichtigten die Missionsstationen am Hauraki Gulf und dann nördlich Richtung Bay of Islands, wo sie am 20. Juni eintrafen. Unter der Reisegesellschaft war als Angestellter auch William Bambridge, der spätere Fotograf von Königin Victoria.
Selwyn beschloss, seinen Amtssitz in der Missionsstation Te Waimate, etwa 15 km landeinwärts von Paihia, zu nehmen. Dort hatte die Church Missionary Society (CMS) elf Jahre zuvor eine Siedlung gegründet. Am 5. Juli 1842 brach Selwyn zu einer halbjährigen Reise durch seine Diözese auf und überließ die Missionsstation in der Obhut seiner Frau und Cottons. Im November fuhr Selwyn mit der Brigg Victoria die Westküste der Nordinsel hinab, um Octavius Hadfield in der Mission Ōtaki und die Missionsstation bei Wanganui zu besuchen. Danach fuhr er die Ostküste hinauf und besuchte William Williams. Im Oktober 1843 waren weitere Missionare in Waimate eingetroffen. Selwyn besuchte zusammen mit Cotton auf einer zweiten Reise Missionsstationen und Siedlungen der Eingeborenen im Südteil der Nordinsel. Die Reise erfolgte teils im Kanu, aber hauptsächlich zu Fuß, oft über große Entfernungen durch schwieriges und gefährliches Gelände. Unterwegs teilte Selwyn die Reisegesellschaft auf, ein Teil wurde von ihm selbst geführt, der zweite von Cotton. Nach nahezu drei Monaten kam Cotton Anfang 1844 wieder in Waimate an, Selwyn einige Wochen später.
Später im Jahr 1844 zog Selwyn etwa 160 km südlich nach Tamaki in der Nähe von Auckland, wo er 450 Acre Land gekauft hatte, das er „Bishop’s Auckland“ nannte. Der Umzug startete am 23. Oktober, am 17. November traf man in Auckland ein.  In der ersten Hälfte des Jahres 1845 war Selwyn meist unterwegs und die Verwaltung der Siedlung, besonders der Schulen, fiel an Cotton.
Selwyn hatte eine Kontroverse mit dem Leiter der CMS in Neuseeland, Archdeacon Henry Williams in Bezug auf umstrittene Landkäufe zu Privatzwecken. Als sich Williams weigerte, das Land zurückzugeben, wurde er von der CMS entlassen. Selwyn überdachte seine Position gegenüber Williams später und dieser wurde nach Unterstützung durch Selwyn 1854 wieder in die CMS aufgenommen. Die Missionare der CMS vertraten die Grundsätze der Low Church, wie sie unter den evangelikalen Mitgliedern der anglikanischen Kirche vorherrschten. Zu diesen standen die von der Tradition der High Church des Oxford Movement geprägten Bischöfe und anderen Würdenträger oft im Widerspruch, was die korrekte Form des Ritus und der Religionsausübung betraf. Selwyn selbst vertrat die Tradition der High Church, ernannte aber trotzdem Missionare der CMS in Ämter der Anglican Church of New Zealand, darunter William Williams als erster Bischof von Waiapu.
Selwyns Bistum war eine frühe Gründung in einer Reihe von durch die anglikanische Kirche gegründeten Kolonialbistümern. In sechs Jahren vollendete er eine eingehende Besichtigung ganz Neuseelands und im Dezember 1847 begann er eine Reihen von Reisen auf die Pazifikinseln, die seiner Diözese durch einen Fehler in seinem Letters Patent zugefallen waren. Die Briefe und Tagebücher dieser Reisen durch Melanesien sind erhalten geblieben. Melanesien wurde 1861 als eigenes Bistum unter John Coleridge Patteson als Erzbischof von Melanesien abgespalten.
Selwyn entwickelte einen Plan für die Selbstverwaltung seiner Diözese. 1854 besuchte er England, um die Teilung seiner Diözese absegnen zu lassen und die Erlaubnis zu erhalten, dass Neuseeland seine Angelegenheiten selbst regeln dürfe. Dazu sollte eine Generalsynode der Bischöfe, Prediger und Laien dienen. Seine Ansprache an der Universität Cambridge machte viel Eindruck. Bei seiner Rückkehr nach Neuseeland wurden vier Bischöfe geweiht, zwei für die Nord- und zwei für die Südinsel.
Die erste Generalsynode wurde 1859 abgehalten. Selwyns Gründung der Anglikanischen Kirche von Neuseeland beeinflusste sowohl die Entwicklung der Kolonialkirche wie auch die Kirche zu Hause in England. 1855 stoppten die Neuseelandkriege vorerst die Verbreitung des Christentums unter den Māori. Selwyn war ein Kritiker der ungerechten und rücksichtslosen Praktiken der New Zealand Company beim Landerwerb und wurde dabei sowohl von den Engländern als auch den Māori missverstanden. Er versuchte beiden Kriegsparteien seine christliche Fürsorge zukommen zu lassen.

## Bischof von Lichfield

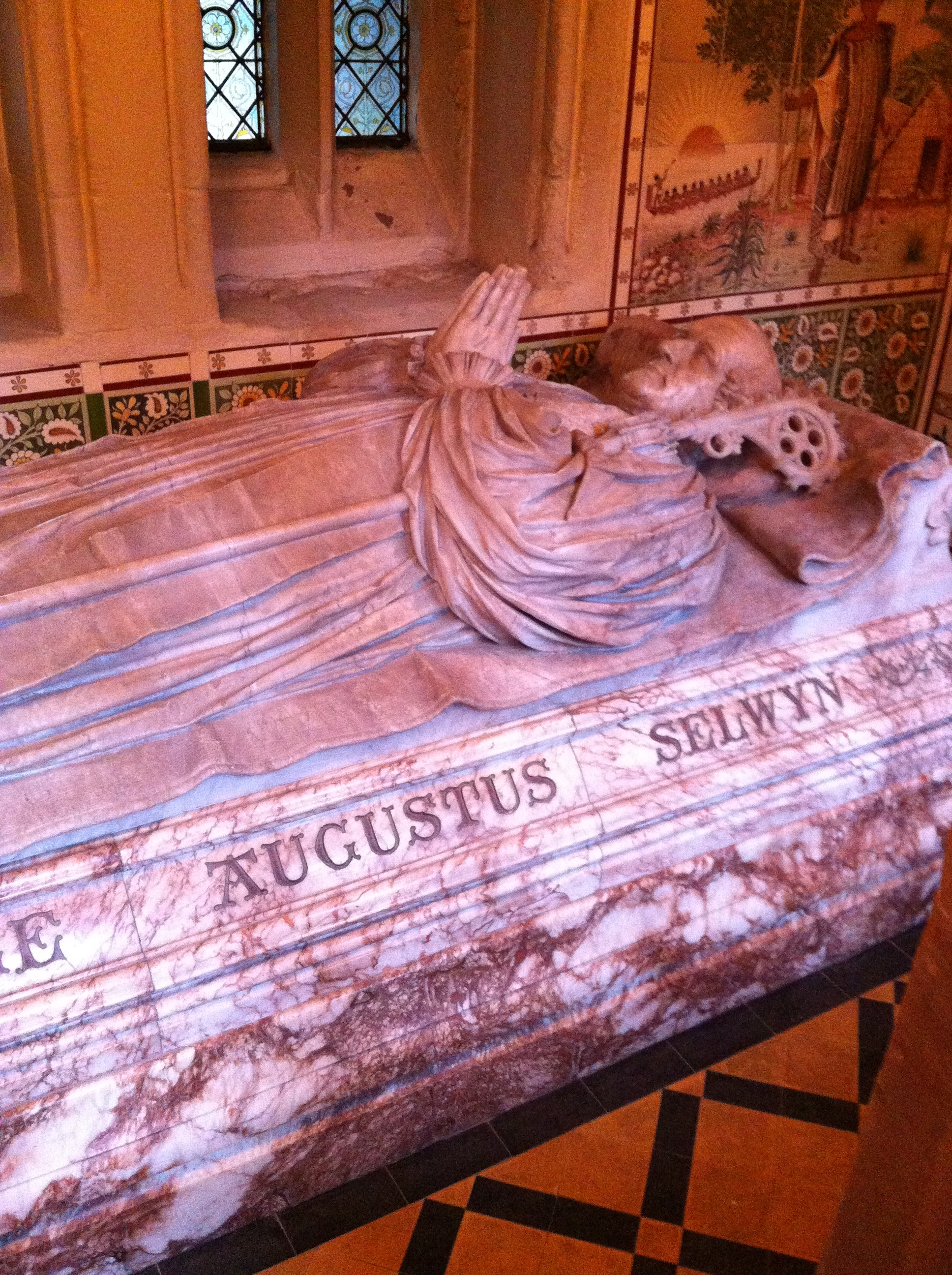
Denkmal für George Augustus Selwyn in der Lichfield Cathedral

Im Jahre 1867 besuchte Selwyn erneut England, um an der ersten pan-anglikanischen Synode der Lambeth-Konferenz teilzunehmen, einer Institution, zu deren Entstehen er viel beigetragen hatte.
Während seines Englandaufenthaltes wurde ihm nach dem Tod von John Lonsdale am 19. Oktober 1867 der Bischofssitz in Lichfield angetragen, den er nach vielem Zögern annahm.
Selwyn wurde am 9. Januar 1868 zum 91. Bischof von Lichfield ernannt. Sein Amtsnachfolger als Primas von Neuseeland wurde Henry Harper. Später im gleichen Jahr stattete er Neuseeland einen Abschiedsbesuch ab. 1877 wurde er zum Prälaten des Order of St Michael and St George ernannt. Er hatte das Bischofsamt in Lichfield inne, bis er am 11. April 1878 im Alter von 69 Jahren im Bischofspalast Lichfield starb. Er wurde auf dem Gelände der Kathedrale begraben. Amtsnachfolger wurde William Dalrymple Maclagan.
Im Jahre 1878 hatte Selwyn noch eine Klasse von Diakonen geweiht, von denen John Roberts als Heiliger der Episkopalkirche der Vereinigten Staaten von Amerika für seine Missionstätigkeit auf den Bahamas und in Wyoming verehrt wird.

## Ehrungen
Das Selwyn College in Cambridge wurde zu seinen Ehren errichtet und auf königlichen Erlass am 13. September 1882 gegründet.
Weitere Bildungsinstitutionen, die seinen Namen tragen, sind das Selwyn College in Dunedin (1893) und das Selwyn College in Auckland (1956), weiterhin Häuser der Kings School in Auckland, des Wellesley College in Wellington und der Wanganui Collegiate School.
Ein von George Richmond gemaltes Bild des Bischofs befindet sich am St John’s College in Cambridge.
Der Selwyn River/Waikirikiri, seinerzeit nur Selwyn River genannt, und die Siedlung Selwyn wurden nach ihm benannt. Nach dem Fluss erhielt der Selwyn District seinen Namen.

## Privatleben

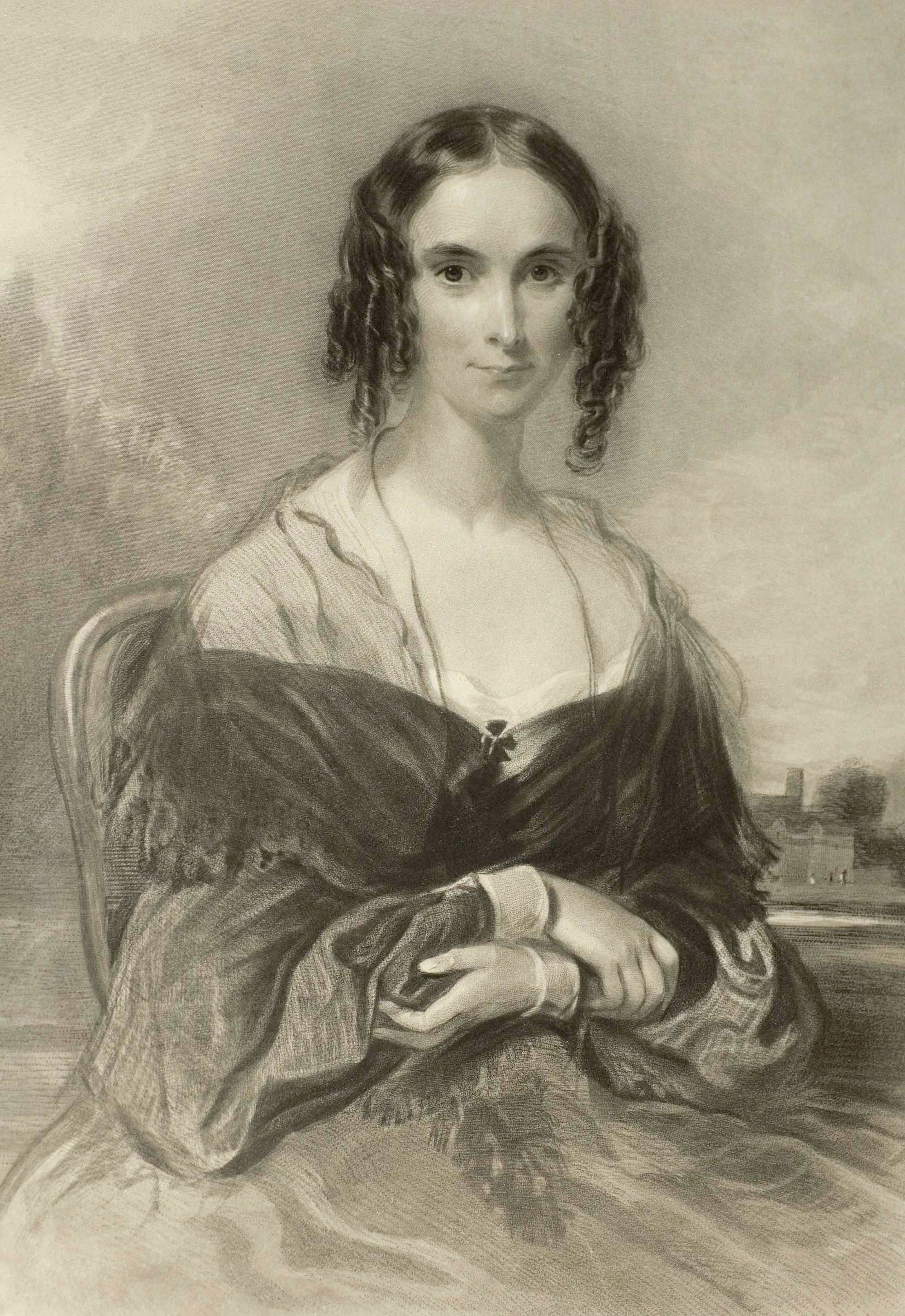
Selwyns Frau Sarah Harriet

Selwyn hatte vier Brüder und vier Schwestern:
1. William Selwyn (1806–1875);
2. Thomas Kynaston (1812–1834), Autor von Eton in 1829–1830: a diary of Boating and other Events, written in Greek. 1903;
3. Charles Jasper Selwyn (1813–1869), Anwalt und Richter;
4. Lætitia Frances (1807–1886);
5. Frances Elizabeth (1815–1903), Ehefrau von George Peacock und später von William Hepworth Thompson.

Ein weiterer Bruder und zwei Schwestern starben in der Kindheit.
Sein Großonkel Major Charles Selwyn († 1749) war ein Gefährte von General Oglethorpe und ein bedeutender Förderer der Kirche in Jamaika im frühen 18. Jahrhundert. Sein Enkel George August Selwyn ist auf dem Ascension Parish Burial Ground in Cambridge begraben, er starb 1912 mit 16 Jahren.
Am 25. Juni 1839 heiratete Selwyn in der Londoner Kirche St Giles in the Fields Sarah Harriet Richardson, die einzige Tochter des Richters am Court of Common Pleas, John Richardson. Mit ihr hatte er zwei Söhne; William, Pfründner der Kathedrale Hereford und John Richardson Selwyn (1844–1898), Bischof von Melanesien. John Selwyn ruderte ebenfalls für Cambridge im in Boat Race, graduierte 1866 und wurde nach dem krankheitsbedingten Rücktritt vom Posten des Bischofs von Melanesien der zweite Schulleiter des Selwyn College. Die Church of the Province of Melanesia ehrt diesen jüngeren Bischof Selwyn am 14. Februar.

## Werke
- Are Cathedral Institutions useless? A Practical Answer to this Question, addressed to W. E. Gladstone, Esq., M.P., 1838.
- Sermons preached chiefly in the Church of St John the Baptist, New Windsor. privat in Umlauf gebracht, 1842.
- Letters to the Society for the Propagation of the Gospel from the Bishop of New Zealand, with extracts from his Visitation Journals. gedruckt in der Serie Church in the Colonies, Nr. 4, 7, 8, 12 und 20.
- Verbal Analysis of the Holy Bible, intended to facilitate the Translation of the Holy Scriptures into Foreign Languages, 1855.

Sein Nachlass aus den Jahren 1831 bis 1872 wird im Archiv des Selwyn College in Cambridge aufbewahrt.